# Pies descalzos
Pies descalzos es el tercer álbum de estudio de la cantante y compositora colombiana Shakira. Inicialmente se lanzó al mercado el 6 de octubre de 1995 en Colombia, y meses después salió a la venta internacionalmente por las compañías discográficas Sony Music y Columbia Records. Tras un periodo de descanso musical, Shakira comenzó a grabar material para el álbum en febrero de 1995 con la asistencia del productor Luis Fernando Ochoa. Ambos se conocieron luego de trabajar en «¿Dónde estás corazón?», tema incluido inicialmente en el álbum recopilatorio Nuestro rock. Pies descalzos se lanzó en diferentes formatos físicos durante la década de 1990, incluyendo la versión brasileña que contiene varios de temas de Shakira cantando en portugués. De acuerdo con la artista, el álbum «viene de la necesidad» de expresar su inconformismo. Pies descalzos incorpora géneros de pop latino combinados con rock alternativo y el reggae. Asimismo su contenido lírico incluye temas como el romance, formas de vida y el aborto.
Pies descalzos recibió comentarios positivos por los críticos de música contemporánea. Varios alabaron la combinación de las melodías junto con las letras. El álbum y sus sencillos recibieron distintas nominaciones a los Premios Billboard de la música latina y los Premios Lo Nuestro. Comercialmente fue un éxito, ya que recibió distintas certificaciones de disco de platino en varios países, entre ellos Argentina, Brasil, Estados Unidos, México y Venezuela. En Colombia, Pies descalzos recibió el disco de diamante por más de un millón de copias vendidas en ese país. Adicionalmente, las ventas del álbum aumentaron tras el lanzamiento de su primer álbum de remezclas, The Remixes (1997). Hasta 2014, Pies descalzos vendió en total más de cinco millones de copias en el mundo y es uno de los álbumes latinos más vendidos en Estados Unidos.
Del álbum se desprendieron seis sencillos, los cuales se publicaron entre 1995 y 1997. El sencillo principal, «Estoy aquí», fue el primer tema de Shakira en entrar en los listados estadounidenses de música latina. Consiguió el número uno en la lista Latin Pop Songs de Billboard durante cuatro semanas consecutivas. De igual forma, alcanzó el número dos en el conteo Top Latin Songs, el más importante de la escena musical hispana en ese país. Los siguientes sencillos, «¿Dónde estás corazón?», «Pies descalzos, sueños blancos», «Un poco de amor», «Antología» y «Se quiere, se mata», llegaron al top 20 de ambas listas. Como parte de su promoción, Shakira se presentó en diferentes eventos y recintos, incluyendo la trigésima octava edición del Festival de Viña del Mar en febrero de 1997, evento en el que no ha vuelto a presentarse desde entonces. Adicionalmente, la cantante se embarcó en el Tour Pies Descalzos (1996-1997), gira que recorrió distintas ciudades de América. Una controversia surgió en uno de los espectáculos en Barranquilla, ciudad natal de Shakira, debido a unos disturbios que ocasionaron varios daños en el Estadio Romelio Martínez, además de tres muertos y varios heridos.

## Antecedentes y desarrollo
En 1994, Shakira protagonizó con Pedro Rendón la serie colombiana El oasis. La cantante interpretaba a Luisa María Rico, «una muchacha noble y modesta de una familia bien sostenida, perdidamente enamorada del hombre equivocado». Pese a que la serie fue un éxito en su natal Colombia, Shakira sabía que lo suyo era la música. Previamente, en 1991, la cantante publicó un álbum debut. Magia se lanzó en junio de ese mismo año. La mayor parte del material grabado fue compuesto por Shakira desde que tenía 8 años de edad. Sin embargo el álbum fue un fracaso comercial, pues solo vendió 1200 copias en Colombia. Su siguiente álbum, Peligro, se publicó en 1993, y sufrió un fracaso similar. Tras esto, Shakira decidió tomarse un descanso de dos años para completar su educación secundaria. Durante ese tiempo, ella «deseaba encontrar la clave para lograr sus objetivos». Para su suerte, Sony Music había decidido publicar un álbum recopilatorio con varias temas de artistas colombianos, titulado Nuestro rock. Shakira sintió que era su oportunidad de mostrar sus habilidades como compositora. En un viaje de regreso a su casa, Shakira comenzó a componer la letra de una canción titulada «¿Dónde estás corazón?». Durante la grabación de la canción, la cantante conoció al compositor bogotano Luis Fernando Ochoa. Él estaba encargado de producir varios temas incluidos en Nuestro rock. Ochoa compuso la melodía de la canción. Shakira describió el proceso como «simple, divertido y creativo». En ese momento ella descubrió que Ochoa era el productor que necesitaba para recomenzar su carrera musical. Shakira sabía que si su próximo disco no era un éxito, tendría que retirarse de la música. Ochoa fue el primer productor que vio «el potencial de Shakira más allá de la imagen de un baladista dulce».
Tras el éxito radial de «¿Dónde estás corazón?», la compañía discográfica Sony Music había renovado su contrato con Shakira. En este se establecía lo que la cantante exigió, en donde se encontraba «más autoridad en su repertorio, sus letras y arreglos, y pidió que todos sus vídeos tengan calidad de una película». En lugar de someterse a las exigencias de su discográfica, esta vez Shakira fue capaz de tomar su tiempo y canalizar todos sus sueños, pensamientos e imágenes en su música. Para la grabación de álbum, Shakira se mudó a Bogotá para trabajar con Ochoa. En una entrevista, la cantante expresó: «Creo que si no hubiera tenido el fracaso de Peligro, no habría despertado y encontrado la determinación para detener lo que estaba haciendo y revaluar mis objetivos. En otras palabras, si las plantas de mis pies no duelen no me habría dado cuenta de que mis zapatos eran demasiado pequeños. Si no me hubiera golpeado la pared, yo no habría salido descalza, y [poder] revelarme tal como soy». Para el álbum, Shakira comenzó a trabajar en sus ideas, basándose en viejas experiencias, en situaciones que llamaron su atención, y en los temas que le obsesionaban. Después de un par de meses de preproducción del disco, tratando de averiguar el contenido del álbum y componiendo varias maquetas, Shakira comenzó a grabar el álbum en febrero de 1995. No obstante, Sony Music estableció un presupuesto inicial de $ 100 000 USD ya que no creía que el álbum vendiera más de 100 000 copias.

## Composición
Según Jose F. Promis de Allmusic, el álbum encuentra «el equilibrio entre baladas sinceras sentidas con un pop pegadizo». Carlos Quintana de About.com escribió que Pies descalzos ofrece una buena combinación de estilos y algunas de las mejores letras de la historia. Asimismo, que el romanticismo está presente en varios temas. Paul Verna de Billboard describió la voz de la cantante como «yodel» y además concluyó que la letra de las canciones tienen «cuentos conmovedores de amor y estilos de vida». Musicalmente, Pies descalzos muestra una combinación de sonidos que parten desde el pop latino, el rock alternativo y el reggae. Víctor Manuel García de El Tiempo declaró «las letras son claras y los arreglos amenos. Además, los sardinos jóvenes se sienten identificados con esta música». Pies descalzos abre con «Estoy aquí», primer sencillo del álbum. La letra se basa en la relación fallida de un amigo de Shakira. Musicalmente, es una canción «pop contagiosa y melódica». El tema que le sigue, «Antología», es una balada en donde describe como aprendió a «volar» y como «las huellas de este amor se conservan». En «Un poco de amor», Shakira colabora con Howard Glasford, líder del grupo de dancehall Magical Beat. Es una canción reggae «agitadora». Un columnista de El Tiempo calificó la voz de Glasford como «rasta». «Te necesito» es una «balada volcánica», mientras que «Pies descalzos, sueños blancos» contiene un sonido «increíble, que es bastante armoniosa de principio a fin». «Te espero sentada» combina el jazz con la música alternativa. En «Quiero» y «¿Dónde estás corazón?», Shakira utiliza versos inspirados en Mario Benedetti, Oliverio Girondo y Pablo Neruda, sus poetas favoritos. Asimismo, ella «crea metáforas y utiliza elementos de la naturaleza para hacer analogías». Pies descalzos cierra con «Se quiere, se mata», una pista que habla del «doloroso tema del aborto».

## Publicación y portada
Inicialmente, Pies descalzos iba a ser lanzado durante el primer semestre de 1995. No obstante, se retrasó hasta finales de ese año debido al tiempo de producción del álbum. El álbum se publicó originalmente en Colombia el 6 de octubre de 1995. La compañía discográfica había reservado inicialmente el Teatro El Nogal, en Bogotá, para realizar una fiesta con motivo de celebración el lanzamiento del álbum. Sin embargo, decidieron realizar el evento en el Teatro Nacional La Castellana el 21 de noviembre de 1995. Esa misma noche, Shakira cantó varios de los temas incluidos en el álbum. El 13 de febrero de 1996, Pies descalzos se publicó internacionalmente en formatos físicos: disco compacto, casete y vinilo de 12". Asimismo, el álbum se relanzó varias veces. En 1996, Pies descalzos se editó en Brasil con cinco pistas extras, las cuales incluía versiones en portugués de «Estoy aquí», «Un poco de amor» y «Pies descalzos, sueños blancos». La edición publicada en Japón incluye dos remezclas de «Estoy aquí». En 2005, el álbum se relanzó en formato digital. Esta edición incluía una versión remasterizada de «Estoy aquí». En la portada del álbum, Shakira aparece «con un aspecto sencillo». Ella se «mostraba con poco maquillaje y el cabello negro y lacio». El título del álbum aparece de color amarillo, mientras el nombre de la cantante tiene un fondo color lila. Las fotografías fueron realizadas por Miguel Ángel Velandia y Patricia Bonilla.

### Álbum de remezclas
Tras el éxito del álbum en Brasil, la compañía discográfica de Shakira, Sony, decidió publicar un álbum recopilatorio con las versiones en portugués de «Estoy aquí», «Un poco de amor» y «Pies descalzos» y distintas remezclas de las pistas del álbum. The Remixes se lanzó originalmente en septiembre de 1997 en Brasil y en octubre en el resto del mundo. Musicalmente, el álbum contiene una combinación de música disco y house. Pese a que las versiones en portugués recibieron una buena acogida por parte de sus admiradores brasileños, Shakira admitió que se sentía más cómoda cantando en español. De igual forma, el álbum ayudó a que Pies descalzos vendiera más copias y reingresara a los listados musicales. Hasta 1998, The Remixes vendió más de 300 000 copias en todo el mundo, en donde se estimaba que la mayoría de las ventas provenían de Brasil. En septiembre de 2002, el álbum de remezclas recibió la certificación de doble disco de platino entregado por la Recording Industry Association of America por haber vendido 200 000 ejemplares en los Estados Unidos. Hasta la fecha, The Remixes ha vendido más de 500 000 copias en el mundo y es uno de los álbumes de remezclas más vendidos de todos los tiempos.

## Recepción crítica
Pies descalzos recibió una respuesta positiva por parte de la crítica, quienes alabaron la combinación de las melodías junto con las letras. Promis escribió en su reseña que el álbum «preparó el escenario para una de las estrellas más famosas y emocionantes de la comunidad internacional». Adicionalmente, señaló que Pies descalzos «es un sólido debut de una artista joven que seguía evolucionando y más tarde cumpliría aún más su potencial artístico». Quintana resaltó que el álbum representa el sonido original de Shakira. Asimismo resaltó que «ofrece música agradable». Finalmente concluyó su reseña escribiendo: «Si no es el mejor, Pies descalzos es sin duda uno de los mejores álbumes de Shakira. La combinación de estilos, letras bien pensadas y arreglos musicales que han transformado al álbum en una obra clásica del género pop latino». Paul Verna de la revista Billboard comparó la voz de Shakira con la de la cantante Natalie Merchant. Además señaló que Shakira «tiene como objetivo dirigirse hacia el corazón con flechas que llevan pasión, convicción y honestidad». Un editor del periódico colombiano El Tiempo dio una reseña positiva afirmando que el tiempo de descanso «le permitió a la artista reflexionar musicalmente, crecer y desarrollar todas sus ideas, vivencias, pensamientos, ideología, manera de ver la vida y traducirla en éste disco».

## Legado
Pies descalzos le permitió a Shakira reinventarse en su carrera, ya que luego del fracaso comercial de sus álbumes Magia (1991) y Peligro (1993) ella pensó en retirarse de la música. En una entrevista con El Tiempo, Alberto Vásquez, gerente del departamento de Promoción de Sony Music Colombia, declaró las ventas del disco sobrepasaron las expectativas y le permitió a la cantante llegar a nuevos territorios donde ningún otro artista colombiano había llegado. Varios críticos de música contemporánea hablaron sobre cómo el álbum «convenció a la audiencia» y ayudó a Shakira a establecerse como una artista profesional. De acuerdo con Víctor Manuel García, editor de El Tiempo, «el triunfo le llegó, casi sin avisar». Asimismo comparó el sonido «rock» con el del cantante colombiano Carlos Vives, llamándola una «versión femenina» de él. Por otro lado Tito López de Caracol Radio argumentó que el éxito de Shakira «radica en tres elementos: falta de ídolos en el país, canciones con letras interesantes y buenos arreglos musicales». Aunque desde el principio de su carrera, Shakira fue comparada con la canadiense Alanis Morissette, Bruno Delgranado de MTV y Luana Pagari de Sony Music declararon que «la colombiana posee fuerza en la voz, una tonalidad aguda que sube fácilmente y un carisma que la hace grande en los escenarios» y declararon que Shakira no «fue fenómeno de un día».
En la cuarta edición de los Premios Billboard de la música latina en 1997, Pies descalzos recibió dos galardones en la categorías álbum pop del año por una artista femenina y álbum pop del año por un artista nuevo. Asimismo, «Un poco de amor» ganó el premio como vídeo pop del año. De igual forma, el álbum recibió una nominación en la categoría álbum pop del año en la novena edición de los Premios Lo Nuestro, sin embargo perdió ante Vivir de Enrique Iglesias. Adicionalmente, Shakira ganó en la categorías artista pop femenina del año y artista nuevo pop del año en la misma ceremonia. «Estoy aquí» y «Pies descalzos, sueños blancos» recibieron nominaciones en las categorías canción pop del año y vídeo del año, respectivamente.

## Recepción comercial

### Álbum
Pies descalzos se convirtió en el primer álbum exitoso de Shakira, ya que hasta la fecha ha vendido cinco millones de copias en todo el mundo. En su natal Colombia, el álbum ha vendido un millón de copias y recibió disco de diamante por la Asociación Colombiana de Productores de Fonogramas. Asimismo, Pies descalzos recibió la certificación de platino en Chile, Ecuador, México y Perú entregado por sus organismos respectivos. En Venezuela, el disco vendió más de 68 000 ejemplares y fue certificado con disco de platino por Asociación Venezolana de Intérpretes y Productores de Fonogramas (AVINPRO). De igual forma, en Argentina el álbum vendió 120 000 copias y recibió un disco doble de platino por Cámara Argentina de Productores de Fonogramas y Videogramas.
En los primeros meses en el mercado, Pies descalzos vendió más de 500 000 copias en Brasil. Con el tiempo llegó a vender aproximadamente 750 000 ejemplares en ese territorio luego del lanzamiento de The Remixes. El álbum fue certificado con disco de platino por la Associação Brasileira dos Produtores de Discos. En los Estados Unidos, Pies descalzos no ingresó en el Billboard 200, sin embargo consiguió la posición treinta y cuatro de la lista Top Heatseekers Albums. Asimismo, ingresó en la lista Top Latin Albums, en donde alcanzó la casilla número cinco en su edición de 12 de julio de 1996. En el conteo Latin Pop Albums, Pies descalzos logró llegar hasta la tercera posición, solo por detrás de Vivir de Enrique Iglesias y Tango de Julio Iglesias, el 2 de agosto de 1997. El álbum recibió la certificación de disco de platino por parte de la Recording Industry Association of America. Con esto, Shakira fue la primera artista hispana en lograr que un álbum sea certificado por dicho organismo con su primer disco lanzado en los Estados Unidos. Hasta marzo de 2014, el álbum ha vendido 1 000 000 copias en los Estados Unidos.

### Sencillos
Antes de que se produjera el álbum, «¿Dónde estás corazón?» se publicó como sencillo en Colombia en 1995. Fue un éxito en las estaciones de radio de ese país, lo que motivó a Shakira a retomar su carrera musical. «Estoy aquí» se lanzó como el sencillo principal del álbum a fines de 1995. En Latinoamérica, aunque al principio Sony Music no tenía planeado ponerla a la venta fuera de Colombia, triunfó en varias radios en Venezuela, México, Ecuador y Chile. En Estados Unidos sonó en varias estaciones de radio, y se convirtió en un «éxito ardiente». «Estoy aquí» alcanzó el número uno en la lista Latin Pop Songs a mediados de abril de 1996 y se mantuvo en esa posición durante cuatro semanas consecutivas. Jesús Salas, director de programación de la estación WXDJ-FM, la incluyó en su segmento Batalla de música nueva en mayo de 1996, lo que hizo que triunfara en las listas de música latina del país. En la primera semana de mayo alcanzó también el número dos en el conteo Hot Latin Songs, el más relevante del país en cuanto a música en español, y llegó al número cuatro en la lista Tropical Songs, ambas pertenecientes a la revista Billboard. «Pies descalzos, sueños blancos» fue lanzada como tercer sencillo del álbum. Se publicó en abril de 1996 y alcanzó el número once en la lista Latin Pop Songs en septiembre de ese año. De igual manera, «Un poco de amor» llegó a la misma casilla en la lista dos meses más tarde. «Antología» se lanzó como el quinto sencillo del álbum a finales de 1996 mientras la cantante se encontraba de gira. En enero de 1997, alcanzó el número tres en la lista Latin Pop Songs y el número quince de la lista Hot Latin Songs. El último sencillo, «Se quiere, se mata», llegó a la primera casilla de Latin Pop Songs y al número ocho de la lista Hot Latin Songs en abril de 1997.

## Promoción
Como parte de la promoción del disco, Shakira presentó «Estoy aquí» en una entrevista con Darío Arizmendi en el programa Cara a cara en septiembre de 1996. En febrero de 1997, Shakira se presentó en la trigésima octava edición del festival Internacional de la Canción de Viña del Mar. La cantante abrió el festival interpretando varios temas de Pies descalzos. Shakira cantó temas tales como «Un poco de amor», «Antología» y «Estoy aquí». Esta se convirtió la segunda vez en que la artista se presentaba en dicho certamen. El columnista Álvaro García de la revista Cromos afirmó que «la gente de Viña del Mar, que cuatro años antes la veía como una participante tímida, reafirman su afecto por la pequeña y dulce Barranquillera y de forma delirante canta junto a ella». Asimismo, comentó que al interpretar, «ella era niña otra vez». De igual forma, Shakira sirvió como acto de apertura para Ricky Martin y Café Tacuba en varios conciertos en Colombia en 1996. Por otro lado, Shakira se presentó en el Festival Acapulco de 1996 y en la cuarta edición anual de los Premios Billboard de la música latina en 1997.

### Gira musical

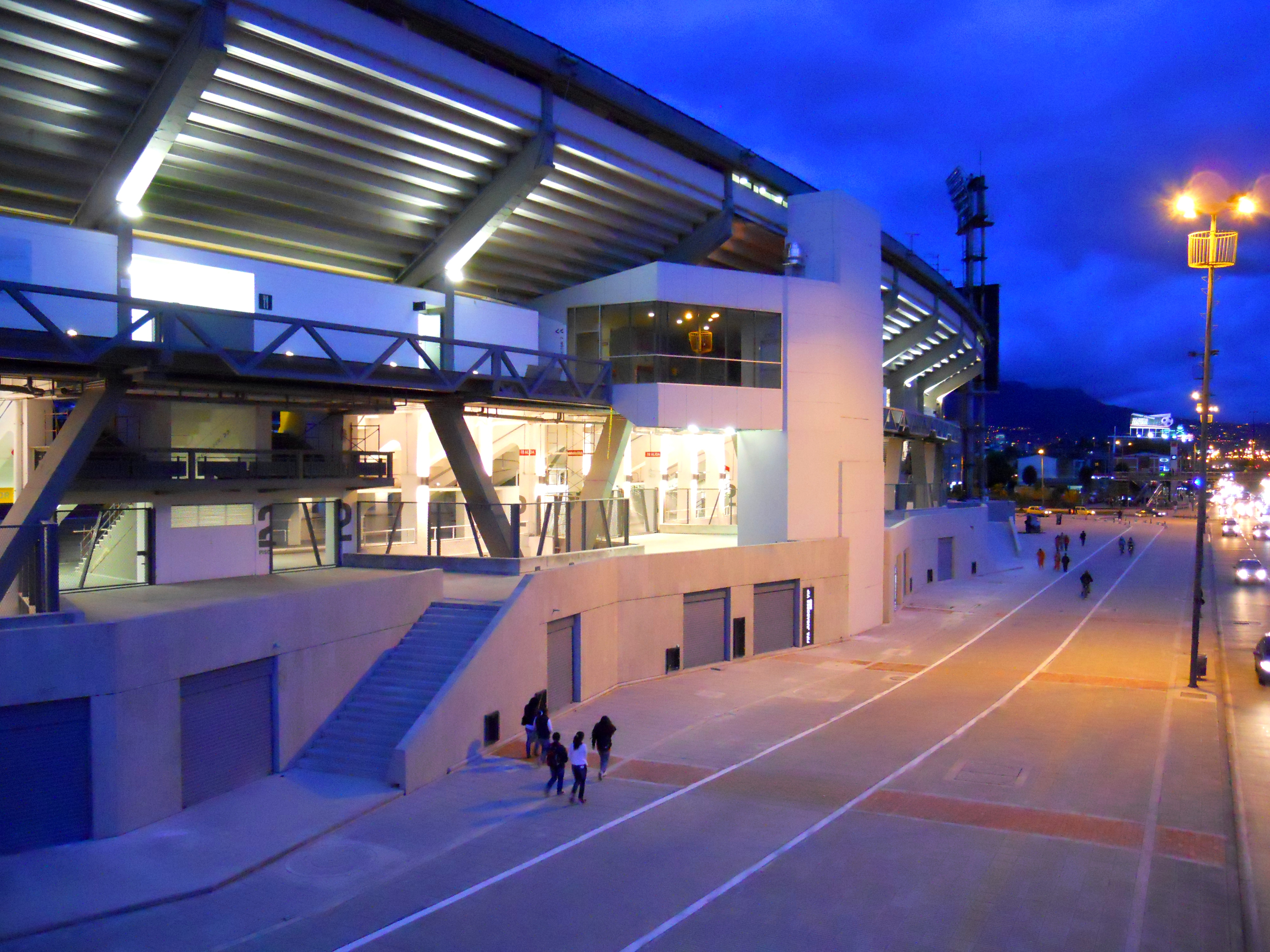
Estadio Nemesio Camacho El Campín, uno de los lugares en los cuales Shakira interpretó durante el Tour Pies Descalzos.

Shakira se embarcó en su primera gira mundial. El Tour Pies Descalzos comenzó en América Latina a comienzos de 1996. El repertorio estuvo conformado la mayoría por varias canciones de Pies descalzos, así como algunos temas de sus álbumes anteriores Magia y Peligro. La gira recorrió Ecuador, Venezuela, Perú, Puerto Rico y la República Dominicana, así como Colombia, México, Brasil y Argentina. De acuerdo con Ximena Diego, «en lugar de danzas coreografiadas, ahora ella improvisa durante todo el show, jugando con su voz, gritando, y hablando con el público... lo que permite siempre ir a donde la música la lleve». Shakira continuó la gira en abril de 1997 en Miami, Estados Unidos e interpretó para un publicó de 5000 personas en el teatro Knight International Center. Ella terminó la gira en el Estadio El Campín de Bogotá en octubre de 1997 en frente de una audiencia de 30 000 individuos. Con dicha hazaña, Shakira rompió un nuevo récord en asistencia. En ese concierto, la artista agradeció a sus seguidores por serles fiel durante su recorrido.

### Controversia
Una controversia ocurrió durante un concierto en Barranquilla, ciudad natal de Shakira. Ella se presentó el 16 de agosto de 1996 en el Estadio Romelio Martínez. Aproximadamente, 45 000 personas fueron al recinto para asistir al concierto, sin embargo no todos tenían boletas para entrar al evento. Momentos previos al concierto, ocurrieron varios disturbios que ocasionaron daños en la propiedad, cuarenta heridos y tres muertos. Después de los hechos, Show Time, empresa organizadora del evento, enfrentó el pago de una póliza de seguro por $20 millones COP, ya que según lo establecido «la empresa estaba en la obligación de garantizar la integridad física de las personas que asistan al espectáculo». No obstante, Ricardo Leiva, gerente de Show Time, aclaró que la empresa cumplió con lo establecido y unos policías y la empresa de logística contratados fueron los culpables de la inseguridad del concierto. Por otro lado, Shakira se presentó el día siguiente en el estadio Rafael Hernández Pardo en Santa Marta y citó lo ocurrido en Barranquilla. La cantante comentó a la audiencia: «Si mis presentaciones van a ocasionar más tragedias, me retiraré de los escenarios». Además, la seguridad fue reforzada para que no volvieran a ocurrir disturbios. Un suceso similar ocurrió en Ciudad de Guatemala en abril de 2000 durante su gira Tour Anfibio; como consecuencia el concierto se postergó hasta después de 24 horas debido a los disturbios ocasionados por los fanáticos en el recinto del concierto.

## Lista de canciones
Todas las canciones escritas y compuestas por Shakira y Luis Fernando Ochoa y producidas por Ochoa. 
| Pies Descalzos |                                  |          |  |
| N.º            | Título                           | Duración |  |
| 1.             | «Estoy Aquí»                     | 3:52     |  |
| 2.             | «Antología»                      | 4:14     |  |
| 3.             | «Un Poco de Amor»                | 4:01     |  |
| 4.             | «Quiero»                         | 4:10     |  |
| 5.             | «Te Necesito»                    | 4:00     |  |
| 6.             | «Vuelve»                         | 3:53     |  |
| 7.             | «Te Espero Sentada»              | 3:24     |  |
| 8.             | «Pies Descalzos, Sueños Blancos» | 3:25     |  |
| 9.             | «Pienso en Ti»                   | 2:25     |  |
| 10.            | «¿Dónde Estás Corazón?»          | 3:51     |  |
| 11.            | «Se Quiere, Se Mata»             | 3:38     |  |
| 41:06          |                                  |          |  |

| Japanese version bonus tracks |                                     |          |  |
| N.º                           | Título                              | Duración |  |
| 12.                           | «Estoy aquí» (The Love & House Mix) | 8:31     |  |
| 13.                           | «Estoy aquí» (Radio edit)           | 4:40     |  |

| Brazilian version bonus tracks |                                         |          |  |
| N.º                            | Título                                  | Duración |  |
| 12.                            | «Estou Aqui» (Portuguese version)       | 3:51     |  |
| 13.                            | «Um Pouco de Amor» (Portuguese version) | 4:00     |  |
| 14.                            | «Pés Descalços» (Portuguese version)    | 3:25     |  |
| 15.                            | «Estoy Aquí» (Radio edit)               | 4:40     |  |
| 16.                            | «¿Dónde Estás Corazón?» (Remix)         | 3:51     |  |

## Créditos y personal
Créditos adaptados a partir las notas del álbum y de AllMusic.
- Shakira Mebarak: compositora, corista, artista principal, productora
- Luis Fernando Ochoa: Productor discográfico, productor artístico, compositor, corista, guitarra, guitarra eléctrica, teclados, bajo, ingeniería, armónica, mezcla, percusión, programación, corista
- Gonzalo Vásquez: ingeniería
- Gonzo Vásquez: corista, batería, pandereta, programación, timbales
- Patricia Bonilla: fotografía, portada
- Juan Antonio Castillo: mezcla
- Luly Deya: ingeniero asistente
- Victor DiPersia: ingeniería, mezcla
- Felipe Dothe: diseño gráfico
- Álvaro Farfan: dirección
- Michael Fuller: masterización
- José García: bajo sexto, bajo
- José Gaviria: corista
- Howard Glassfor: guitarra, artista invitado
- Alejandro Gómez: armónica
- Javier Hincapie: diseño gráfico
- José Martínez: ingeniero asistente
- José «Chito» Martínez: ingeniero asistente
- Camilo Montilla: ingeniería, piano
- Freddi Niño: ingeniero asistente
- Nacho Pilonieta: bajo sexto, bajo
- Andrea Piñeros: corista
- Sonido Azulado: ingeniería
- Samuel Torres: percusión
- Eusebio Valderrama: trompeta
- Miguel Ángel Velandia: fotografía

## Posiciones en listas
| País (Lista)                            | Mejor posición |
| --------------------------------------- | -------------- |
| Alemania (Media Control Charts)         | 71             |
| España (Listas AFYVE)                   | 21             |
| Estados Unidos (Top Latin Albums)       | 5              |
| Estados Unidos (Latin Pop Albums)       | 3              |
| Estados Unidos (Top Heatseekers Albums) | 34             |

| Lista (1996)                      | Posición |
| --------------------------------- | -------- |
| Estados Unidos (Top Latin Albums) | 12       |
| Estados Unidos (Latin Pop Albums) | 9        |

## Certificaciones
| País           | Organismo certificador | Ventas estimadas | Certificación | Simbolización | Ref.          |
| -------------- | ---------------------- | ---------------- | ------------- | ------------- | ------------- |
| Argentina      | CAPIF                  | 160 000          | Platino       | 4×▲           | [ 39 ]        |
| Brasil         | ABPD                   | 750 000          | Platino       | ▲             | [ 40 ] [ 41 ] |
| Chile          | IFPI                   | 15 000           | Platino       | ▲             | [ 37 ]        |
| Colombia       | ASINCOL                | 1 000            | Diamante      | ♦             | [ 31 ] [ 37 ] |
| Ecuador        | IFPI                   | 15 000           | Platino       | ▲             | [ 76 ]        |
| Estados Unidos | RIAA                   | 1 000 000        | Platino       | ▲             | [ 45 ]        |
| México         | AMPROFON               | 250 000          | Platino       | ▲             | [ 37 ]        |
| Perú           | IFPI                   | 10 000           | Platino       | ▲             | [ 37 ]        |
| Venezuela      | AVINPRO                | 69 846           | Platino       | ▲             | [ 38 ] [ 37 ] |